# 拉尔斯·弗雷德里克·尼尔松

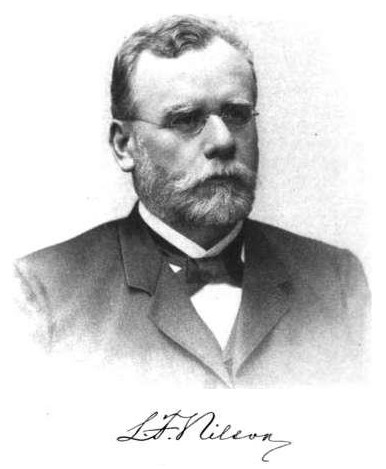
尼尔松

拉尔斯·弗雷德里克·尼尔松（1840年5月27日 – 1899年5月14日），瑞典化学家，1879年发现元素钪。

## 生平
尼尔松生于东约特兰南雪平市镇，曾就读于乌普萨拉大学。1874年，成为化学副教授。